# BAT (standard)
BAT (ang. Best available technology – Najlepsze dostępne techniki) – zgodnie z dyrektywą IPPC standard służący określaniu wielkości emisji zanieczyszczeń dla większych zakładów przemysłowych w UE. Nie jest natomiast konieczne, aby określony był rodzaj urządzenia lub też konkretna technologia. 
Nadrzędny cel BAT to zaproponowanie takich limitów emisyjnych, które będą odzwierciedlać właściwe proporcje pomiędzy korzyściami i kosztami. Wielkości limitów emisyjnych muszą dotyczyć tych zanieczyszczeń, które zakład będzie wytwarzał w większych ilościach.